# Angustia del pasado
Angustia del pasado é uma telenovela mexicana, produzida pela Televisa e exibida em 1967 pelo Telesistema Mexicano.

## Elenco
- María Elena Marqués
- Augusto Benedico
- Raúl Ramírez
- Bárbara Gil